# Lion Heads
Lion Heads（ライオン ヘッズ）は、日本の音楽ユニット。
SONS OF ALL PUSSYSのドラマーであるSakuraこと櫻澤泰徳によるソロプロジェクト。今回Sakuraはドラムではなくギターをもって参加。本業のドラマーとしての活動であるS.O.A.Pに対し、Lion Headsでの活動はあくまでも「趣味」と公言している。レコード会社はDANGER CRUE。
ユニット名は「ししとう」を捩ったものであり、「ししとう」あるいは「獅子頭」などと呼ぶファンも多い。
ちなみに今回のプロジェクトでSakuraは名義を「Sakura-Die-Nerima」（「桜台」は東京都練馬区の地名）とし、ドラマーSakuraとは別人の友人であるとしている（但し「最近は使い分けが面倒になった」とS.O.A.Pのサイト上でSakuraが発言している）。こういったSakuraの「友人」には他に、「桜島太郎」がいる。
メンバーの呼称は主に「～Lion」であり、複数では2Lions、3Lions…といった数え方をする。
サポートとしてSOPHIAの都啓一が活動に参加することも多い。

## 主要メンバー
- Vocal Lion Masaaki Hanayama、ボーカル
- Guitar Lion Sakura-Die-Nerima、ギター（リーダー）
- Bass Lion Atsushi Shimizu、ベース
- Organ Lion Tooru Yoshida、オルガン
- Drum Pink Lion Kaori Kobayashi、ドラム

## サポートメンバー
- Keiichi Miyako from SOPHIA、キーボード

## その他の関係者
- Drum Lion No.2 Taro Matsuoka、ドラム（現在は別バンドで活動）
- Drum Lion No.X、 ドラム
- Mg Lion、マネージャー

## 作品

### アルバム
|     | 発売日        | タイトル         | 規格品番   |
| --- | ------------- | ---------------- | ---------- |
| 1st | 2006年8月26日 | 白、黒、青、赤。 | XNDC-10101 |

### シングル
|     | 発売日        | タイトル | 規格品番   |
| --- | ------------- | -------- | ---------- |
| 1st | 2007年2月14日 | ゼペット | XNDC-30002 |